# Anita Kurtović
Anita Kurtović, hrvaški pravnica, pedagoginja, * 6. avgust 1954, Split.
Anita Kurtović je predavateljica na Pravni fakulteti v Splitu in trenutno tudi dekanja (od 2006).